# 90713 Chajnantor
90713 Chajnantor este un asteroid din centura principală de asteroizi.

## Descriere
90713 Chajnantor este un asteroid din centura principală de asteroizi. A fost descoperit pe 11 noiembrie 1990 la Geisei de Tsutomu Seki. Asteroidul prezintă o orbită caracterizată de o semiaxă mare de 2,28 ua, o excentricitate de 0,20 și o înclinație de 6,5° în raport cu ecliptica.